# Rubicundiella annulicornis
Rubicundiella annulicornis är en stekelart som först beskrevs av William Harris Ashmead 1890.  Rubicundiella annulicornis ingår i släktet Rubicundiella och familjen brokparasitsteklar. Inga underarter finns listade i Catalogue of Life.